# Hobo (Charlie Winston)
Hobo è il secondo album del cantante britannico Charlie Winston, è stato registrato e pubblicato nel 2009 ed il primo singolo estratto è Like a Hobo.

## Tracce
1. "In Your Hands" (3:51)
2. "Like a Hobo" (3:39)
3. "Kick the Bucket" (2:39)
4. "I Love Your Smile" (4:39)
5. "My Life as a Duck" (3:41)
6. "Boxes" (4:41)
7. "Calling Me" (4:38)
8. "Tongue Tied" (4:41)
9. "Soundtrack to Falling in Love" (4:52)
10. "Generation Spent" (4:18)
11. "Every Step" (3:40)
12. "My Name" (4:28)

## Edizione deluxe

### Disco 1:Hobo
1. "In Your Hands" (3:51)
2. "Like a Hobo" (3:39)
3. "Kick the Bucket" (2:39)
4. "I Love Your Smile" (4:39)
5. "My Life as a Duck" (3:41)
6. "Boxes" (4:41)
7. "Calling Me" (4:38)
8. "Tongue Tied" (4:41)
9. "Soundtrack to Falling in Love" (4:52)
10. "Generation Spent" (4:18)
11. "Every Step" (3:40)
12. "My Name" (4:28)
13. "Kick the Bucket" (Versione singolo) (3:06)
14. "I'm a Man" (5:55)
15. "I Love Your Smile" (Versione estesa) (4:16)
16. "Boxes" (Live in Roma) (3'37)

### Disco 2:DVD
1. Documentario (durata 40')
2. "Like a Hobo"
3. "In Your Hands"
4. "Kick the Bucket"